# Centro Internacional de Física
El Centro Internacional de Física, CIF, es un Centro de Investigación y Desarrollo Tecnológico fundado el 4 de diciembre de 1985, cuya sede se encuentra en la Universidad Nacional de Colombia. Actualmente (2012), su director es el Doctor Eduardo Posada Florez. El CIF es una entidad sin ánimo de lucro, cuyo objetivo es promover la investigación básica y aplicada, especialmente la física, el desarrollo tecnológico e industrial, en las áreas de su competencia, tanto en Colombia como en los países de la Región Andina y el Caribe.
Además de su labor científica y académica, el CIF ha desempeñado un papel importante en la gestación de políticas de cooperación científica y tecnológica en la región. En el caso colombiano, en particular, el CIF ha desempeñado un papel pionero en temas relacionados con la Legislación de Ciencia y Tecnología, la creación de entidades de investigación y promoción de la ciencia, la relación universidad-industria y la creación de empresas de base tecnológica.

## Historia
Desde su fundación en 1985, el Centro Internacional de Física ha centrado sus esfuerzos en tres aspectos principales: el primero la apropiación de la ciencia a través de cursos, seminarios y talleres realizados a nivel latinoamericano, el segundo la investigación básica y aplicada en diversos campos de la física y ciencias afines, y el tercero el desarrollo tecnológico industrial. A partir de 1989 el CIF inició actividades de investigación en el área de Biofísica, surgiendo a partir de este momento seis grupos de investigación en ciencias básicas y aplicadas y desarrollo tecnológico.
Las actividades del CIF han sido orientadas, desde su inicio, hacia Latinoamérica y, en particular, hacia la Región Andina. Esto se puede confirmar por el hecho de que el 20% de los más de 200 cursos, talleres y seminarios que han tenido lugar han sido realizados fuera de Colombia. A partir de 1989 el CIF inició actividades de investigación en área de Biofísica, surgiendo a partir de este momento seis grupos de investigación en ciencias básicas y aplicadas y desarrollo tecnológico.
Como reconocimiento a la labor investigativa del Centro, el CIF fue catalogado por Colciencias en 1995, como Centro de Excelencia y reconocido por la Academia de Ciencias del Tercer Mundo, miembro del COMSATS, con sede en Pakistán y nodo regional de Centro de Ciencia y Tecnología del Movimiento de Países No Alineados, cuya sede principal está en Nueva Delhi.

## Grupos de Investigación
El CIF cuenta con varios grupos de investigación, que promueven la generación del conocimiento y el desarrollo tecnológico en el país. Estos grupos son:
1. Biotecnología
2. Biofísica
3. Física Aplicada
4. Física de Materiales
5. Óptica y Láseres
6. Nanotecnología

## Biotecnología
El grupo de Biotecnología, desde sus inicios en 1994, ha realizado trabajos de investigación, básica, aplicada y desarrollo tecnológico, abordando la biotecnología con una visión amplia, como estrategia de uso los recursos naturales vivos y sus productos en beneficio del ser humano. Durante los primeros años, aproximadamente diez, el grupo trabajó en la búsqueda de alternativas limpias al uso de plaguicidas y biocidas, a través del estudio bioquímico de mecanismos de resistencia y susceptibilidad vegetal a enfermedades de origen microbiano, investigación que culminó con la evaluación de efectividad en cultivos de papa y flores, con resultados muy promisorios. El desarrollo más sobresaliente del grupo ha sido la vinculación entre la investigación biológica en laboratorio y el campo.
Durante los últimos cinco años el grupo ha concentrado sus esfuerzos en la construcción de soluciones biotecnológicas a problemas de deterioro ambiental resultantes de actividades antrópicas y al desarrollo de alternativas de producción para el sector industrial y agrícola, a través de estrategias de biorremediación, agroecología, producción limpia, y gestión y economía ambiental.
La interacción entre los grupos de Biotecnología y Física Aplicada y Desarrollo Tecnológico, no solamente ha generado el diseño, construcción y puesta a punto de equipos para aplicaciones biológicas en la industria tales como un sistema para propagación masiva de plantas (sistema de inmersión temporal - SIT), biorreactores para producción de metabolitos microbianos, biofiltros con automatización de medida, a su vez permite la construcción soluciones integrales a problemas ambientales, incluyendo la medida de indicadores y variables críticas.

## Biofísica
Desde 1995 el laboratorio se ha concentrado en aspectos de la homeostasis iónica de parásitos intracelulares, como Leishmania que son problemas de salud pública en Colombia y otros países. Con esta iniciativa el laboratorio ha recibido apoyo de la Universidad Nacional de Colombia, Colciencias y de la agencia británica The Wellcome Trust. El Laboratorio cuenta con facilidades únicas en el país para llevar a cabo medidas funcionales en canales iónicos a través de la utilización de técnicas electrofisiológicas y de fluorometría y continúa apoyando la formación de recurso humano a nivel de pregrado y postgrado a través de su convenio con la Universidad Nacional de Colombia.
Mediante el estudio de la biofísica y la biología celular de membranas de la infección por Leishmania en macrófagos, el grupo busca aportar conocimiento sobre del impacto de este parásito intracelular en su célula hospedera con el fin de diseñar mejores estrategias para el control de la Leishmaniosis y contribuir a desarrollar y consolidar un grupo de investigación en esta área en Colombia, competitivo en el ámbito internacional, apoyado por laboratorios fuera del país, con experiencia en biofísica y biología de membranas y canales iónicos.
Por otra parte el grupo ha iniciado trabajos en el tema de Prótesis Neuronales. La falta de información sobre la estructura interna de prótesis artificiales y el desarrollo de la regeneración de las neuritas en su interior son limitantes para mejorar su desempeño. Este grupo de investigación está estudiando el comportamiento y estructura interna de bioprótesis para proponer mejoras de diseño y rendimiento. Además, el análisis a nivel morfológico de la estructura de folículos de tiroides y de acinos de glándulas salivales, gracias a los modelos de cultivos tridimensionales desarrollados en el grupo

## Física Aplicada
Este grupo desarrolla actividades de tipo aplicado en campos relacionados con procesos industriales, aplicaciones de la física, automatización industrial e instrumentación electrónica. A través de su experiencia, el grupo ha ido consolidando sus capacidades en la solución de problemas de tipo industrial en varios campos como lo muestran los proyectos desarrollados.
Estos proyectos le han permitido incursionar con éxito en el diseño electrónico, desarrollando tarjetas de control y adquisición de datos que utiliza en sus aplicaciones, lo mismo que en el desarrollo de software de control especializado y en el diseño mecánico y eléctrico. El grupo continuará desarrollando aplicaciones de la física a equipos y procesos industriales, especialmente los relacionados con la instrumentación electrónica con aplicaciones en la industria de la construcción, con el control de procesos industriales, con la automatización de equipos y la transmisión y procesamiento de datos. Igualmente, se desarrollan trabajos en aplicaciones de la física y la electrónica a la biotecnología, en colaboración con el grupo de Biotecnología.
En este contexto el grupo ha atendido múltiples solicitudes de empresas públicas y privadas que han planteado problemas que requieren para su solución un componente teórico de aproximación al problema y una solución tecnológica que se ve reflejada generalmente en el diseño, construcción e instalación de un equipo o serie de equipos que resuelven el problema.
Así mismo la experiencia ha mostrado que la gran mayoría de la industria nacional trabaja con equipos y técnicas obsoletos que no pueden ser reemplazados por equipos importados modernos debido a su alto costo y a su capacidad de producción que sobrepasa en general las necesidades de las empresas. Por esta razón la solución a los problemas, sólo se puede abordar mediante un enfoque más creativo a través de la modificación de la maquinaria instalada o la fabricación de equipos adecuados a las necesidades de la empresa.
Este estado de cosas deja ver la gran necesidad que tiene el país de contar con un sector tecnológico, basado en el conocimiento científico, que le pueda proveer soluciones acordes con las necesidades particulares de la industria nacional.
Se ha visto que el camino lógico una vez generadas tecnologías para la solución de problemas puntuales, es la creación de industrias que masifiquen la tecnología y proporcionen mantenimiento a las soluciones instaladas, obteniéndose de esta manera un subproducto tan escaso en nuestro país como es la generación de empresas de base tecnológica.
Finalmente, se ha encontrado que este tipo de enfoque conlleva en varias ocasiones a obtener productos de punta a nivel tecnológico, que le han dado a las industrias donde se han aplicado, ventajas competitivas a nivel internacional, lo cual hace necesario patentar dichos desarrollos. Dos ejemplos de esta situación son los proyectos desarrollados para SIKA AG y para Smurfit Cartón de Colombia.
Como resultado de su actividad el grupo ha formado un número importante de jóvenes investigadores a nivel de pregrado y de posgrado, ha desarrollado un gran número de proyectos de innovación tecnológica y posee varias patentes en trámite.

## Óptica y Láseres
Este grupo dispone de uno de los mejores laboratorios de óptica de América Latina, cuyo montaje se llevó a cabo en colaboración con investigadores de la Academia de Ciencias de Ucrania y la financiación de Colciencias. Bajo la dirección de Edgar Alfonso PhD., ha desarrollado proyectos relacionados con las aplicaciones de la óptica en metrología, con el análisis no destructivo de estructuras y piezas y con el estudio de falsificaciones en documentos. Actualmente está culminando un proyecto para el montaje de un Sistema LIDAR en la ciudad de Pereira, destinado a la medición de la contaminación atmosférica mediante espectroscopía láser. También, en colaboración con el grupo de Fundamentos Clásicos de la Física , se inició un experimento de la mayor importancia para detectar posibles variaciones de la velocidad de la luz a lo largo del año. Con tal fin se montó un interferómetro de Michelson de alta precisión que está realizando mediciones sistemáticas.
El grupo de óptica está orientado a la investigación del tratamiento superficial de materiales con pulsos láser multilinea, con el objetivo de realizar aplicaciones en el campo de la fabricación de dispositivos ópticos tales como guías de ondas y redes de difracción. Además busca, establecer las relaciones de la morfología del material tratato con láser y las propiedades de la adherencia de materiales biológicos y de uso industrial.
Por otra parte, el grupo ha venido desarrollando la construcción de un sistema LIDAR para hacer análisis de la atmósfera.